# ポルターガイスト (2015年の映画)
『ポルターガイスト』（原題：Poltergeist）は、2015年のアメリカ合衆国のホラー映画。1982年の同名映画のリメイク作。日本では劇場公開されず、2016年4月2日にビデオスルーとしてBD・DVDが発売された。

## キャスト
※括弧内は日本語吹替
- エリック・ボーウェン - サム・ロックウェル（咲野俊介）
- エイミー・ボーウェン - ローズマリー・デウィット（山像かおり）
- ケンドラ・ボーウェン - サクソン・シャービノ（英語版）（潘めぐみ）
- グリフィン・ボーウェン - カイル・キャトレット（西田光貴）
- マディソン・ボーウェン - ケネディ・クレメンツ（池田優音）
- キャリガン・バーク - ジャレッド・ハリス（広瀬彰勇）
- ブルック・パウエル博士 - ジェーン・アダムス（佐々木優子）
- ソフィー - スーザン・ヘイワード（英語版）
- ボイド - ニコラス・ブラウン
- ローレン - ソーマ・バティア